# Periclina tomisa
Periclina tomisa är en fjärilsart som beskrevs av William Schaus 1901. Periclina tomisa ingår i släktet Periclina och familjen mätare. Inga underarter finns listade i Catalogue of Life.